# HAL Ajeet
Хиндустан Аэронотикс «Аджит» (санскр. अजित «Непобедимый», англ. Hindustan Aeronautics Ajeet) — индийский истребитель-бомбардировщик, разработан на базе истребителя Folland Gnat, производившегося в Индии по лицензии. Прототип совершил первый полёт 5 ноября 1975 года. Первый серийный самолёт поднялся в воздух 30 сентября 1976 года. Состоял на вооружении ВВС Индии до 31 марта 1991 года. Всего построено 79 самолётов и 10 переоборудовано из истребителей Gnat.

## Модификации
- Gnat Mk 2 : первоначальное обозначение Ajeet Mk 1 в ВВС Индии.
- Ajeet Mk 1 : одноместный истребитель-бомбардировщик.
- Ajeet Mk 2 Trainer : прототип двухместного учебного самолёта.

## Тактико-технические характеристики

### Технические характеристики
- Экипаж: 1 человек
- Длина: 10,45 м
- Размах крыла: 6,73 м
- Высота: 2,58 м
- Площадь крыла: 12,65 м²
- Угол стреловидности по передней кромке: 40°
- Масса пустого: 2 940 кг
- Максимальная взлетная масса: 4 536 кг
- Масса топлива: 703 кг (внутренние баки)
- Объём топливных баков: 1350,2 л (+ 2 × 136,4 л ПТБ)
- Двигатели: 1 × ТРД TJE HAL/Bristol-Siddeley Orpheus 701-01
- Тяга: 20,02 кН ( 2043 кгс)

### Лётные характеристики
- Максимальная скорость: 1225 км/ч
- Крейсерская скорость: 1102 км/ч (0,96 М)
- Боевой радиус: 260 км (2 × блока НАР и 2 × ПТБ)
- Практическая дальность: 805 км
- Практический потолок: 13 720 м
- Скороподъёмность: 54 м/с
- Длина разбега: 1034 м (2 × блока НАР и 2 × ПТБ)
- Длина пробега: 951 м (без тормозного парашюта)

### Вооружение
- Пушки: 2 × 30 мм пушки «Аден» Mk.4 по 90 снарядов
- Точки подвески: 4
- Боевая нагрузка: 850 кг различного вооружения:
  - 18 × 68 мм НАР «Эрроу» тип 122
  - 4 × 227 кг бомбы
  - ПТБ

## Эксплуатанты
Индия
- ВВС Индии: эскадрилья №2